# Francis Lee
Francis Henry Lee, född 29 april 1944 i Westhoughton, Bolton, Greater Manchester, död 2 oktober 2023 i Manchester, var en engelsk fotbollsspelare. Under sin karriär gjorde han över 200 mål och blev 2010 invald i Englands "Hall of Fame". I Englands landslag gjorde Lee 10 mål på 27 landskamper och var även med i VM 1970.
Efter avslutad spelarkarriär blev Lee ordförande för sin gamla klubb Manchester City 1994 men lämnade posten fyra år senare.

## Spelarkarriär
Lee startade sin karriär i Bolton Wanderers där han gjorde 92 ligamål på 139 matcher, innan han i oktober 1967 köptes av Manchester City för £60,000, vilket var nytt transferrekord för klubben. Han gjorde sin debut i Citys 2-0-seger över Wolverhampton Wanderers och gjorde sitt första mål veckan efter mot Fulham. Under sin första säsong med klubben gjorde han 16 mål och vann ligatiteln efter 4-3 i säsongens sista match mot Newcatle United, där Lee stod för ett av målen. Efterföljande säsong vann Manchester City även FA-cupen.
Under säsongen 1971/72 slog Lee rekord i antalet straffmål under en och samma säsong, då han gjorde 15 mål från straffpunkten. Många av straffarna ordnade han själv och gavs därför smeknamnet "Lee One Pen". Vissa journalister menade dock att han ofta filmade och kallade honom för "Lee Won Pen" i stället.
Lee höll även rekordet för antalet gjorda mål i Manchester-derbyn tillsammans med Joe Hayes (10st), ett rekord som senare slogs av Wayne Rooney.
Francis Lee lämnade Manchester City för Derby County 1974 och när lagen möttes i december avgjorde han matchen i slutminuterna. Samma år vann Derby även ligatiteln. I november 1975 i en match mot Leeds United så fick Lee en straff som han gjorde mål på, men Leeds försvarare Norman Hunter ansåg att Lee filmat till sig straffen och slagsmål utbröt. Domaren gav båda rött kort, men trots det så fortsatte spelarna att slåss i spelartunneln på väg in till omklädningsrummen.

## Meriter
Manchester City
- Football League First Division: 1968
- FA-cupen: 1969
- Engelska Ligacupen: 1970
- FA Charity Shield: 1968, 1972
- Cupvinnarcupen: 1970

Derby County
- Football League First Division: 1974
- FA Charity Shield: 1975